# Liste arabe pour les Bédouins et les Villageois
La Liste arabe pour les Bédouins et les Villageois (hébreu : רשימה ערבית לבדואים וכפריים, Reshima Aravit LeBedouim VeKfariym, arabe : القائمة العربية للبدو والفلاحين) était un parti politique arabe israélien.

## Histoire
Le parti fut créé pour participer aux élections législatives israéliennes de 1973 comme parti arabe israélien associé avec l'Alignement alors au pouvoir. Dirigé par Hamad Abu Rabia, le nouveau parti parvint tout juste à franchir le seuil électoral de 1 %, obtenant ainsi un siège à la Knesset qu'occupa son chef.
Le 26 février 1974, le parti fusionna au sein de l'Alignement avec l'autre parti arabe israélien lié au mouvement : Progrès et Développement. Le 4 janvier 1977, Hamad Abu Rabia quitta l'Alignement et rétablit la Liste arabe pour les Bédouins et les Villageois. Le 8 mars, il fusionna avec Progrès et Développement pour former la Liste arabe unie. Le nouveau parti parvint à obtenir un siège aux élections législatives de 1977, qui fut occupé sur une base de rotation par trois membres du parti, incluant Hamad Abu Rabia. Cependant, en 1981, Hamad Abu Rabia fut assassiné par les fils d'un rival au sein du parti, Jabr Muadi, sous prétexte d'avoir refusé de respecter l'accord de rotation.